# Ронделетія
Ронделетія (Rondeletia) — рід китовидкоподібних риб монотипової родини Ронделетієві (Rondeletiidae).

## Опис
Риба має велику голову у формі коробки, голу шкіру. Спинний та анальний плавці сидять симетрично один до одного, як раз перед хвостовим плавцем. Обидва види сягають близько 10 см завдовжки і мають від 24 до 27 хребців.

## Спосіб життя
Це глибоководна батипелагічна риба, що протягом дня населяють глибини до 3500 метрів, а у нічний час мігрують до глибини 100 м. Живляться, в основному, амфіподами та іншими ракоподібними.

## Класифікація
Рід містить 2 види:
- Rondeletia bicolor Goode & Bean, 1895
- Rondeletia loricata T. Abe & Hotta, 1963